# Iedereen Leest
Iedereen Leest vzw (het vroegere Stichting Lezen) is een Vlaamse vereniging zonder winstoogmerk met kantoor in Antwerpen. De organisatie werkt rond leesbevordering en coördineert o.a. de Leesjury, Boekstart en de campagnes Voorleesweek en Jeugdboekenmaand. Daarnaast organiseert ze tweejaarlijks de Scriptieprijs Leesbevordering, samen met Stichting Lezen (Nederland). Iedereen Leest werd in 2002 opgericht in opdracht van toenmalig Vlaams minister van Cultuur Bert Anciaux. In 2015 wijzigde de vzw haar naam in Iedereen Leest.